# فيلادلفيا إيقلز
فيلادلفيا إيقلز (بالإنجليزية: Philadelphia Eagles)‏ هو نادي كرة القدم الأمريكية أمريكي تأسس في 1933 ، يقع مقره الرئيسي في فيلادلفيا، ويديريه جيفري لوري، ويلعب في الدوري الوطني لكرة القدم الأمريكية.

## وصلات خارجية
- الموقع الرسمي